# CA/浏览器论坛
证书颁发机构浏览器论坛，也称CA/浏览器论坛（英語：CA/Browser Forum）、憑證機構與瀏覽器論壇，它是一个证书颁发机构、网页浏览器软件供应商、操作系统，以及其他采用PKI的应用程序的自愿联合体，其颁布X.509 v.3電子證書的签发与管理的行业治理方针，在诸多应用程序中链接到信任锚。其方针涵盖用于SSL/TLS协议和代码签名的证书，以及系统和证书颁发机构的系统和网络安全。
截至2014年10月，CA/浏览器论坛维护“扩展验证（EV）证书的颁发和管理的指导方针”。EV SSL标准改善了互联网交易的安全性，并创造了一种更直观的向互联网用户表示安全网站的方法。颁发EV SSL证书的证书颁发机构必须接受审计，以符合论坛的EV方针WebTrust或ETSI审核标准的。
CA/浏览器论坛于2011年通过了“公共可信证书颁发和管理的基线要求”。这些方针对CA/浏览器论坛成员具有约束力，自2012年7月1日起生效。这些方针涵盖了CA颁发的所有证书。证书现分类为“DV”（域名验证），“OV”（组织验证）、“IV”（个体验证）和“EV”（扩展验证），并在该规范中定义了一种方法区分证书类型的方法。

## 历史
2005年，科摩多集团的梅利赫·阿卜杜勒哈伊奥卢组织并安排CA/浏览器论坛的首个会议。第一次会议在纽约举行。随后2005年11月在安大略省卡纳塔举行了一次会议。2005年12月在亚利桑那州斯科茨代尔举行了一次会议，主要目标是确保用户和网站之间的安全连接。
2007年6月7日，EV方针1.0版本被采纳。
2008年4月10日，CA/浏览器论坛通过1.1版本。
2009年10月1日，CA/浏览器论坛通过1.2版本。
微软开发者网络在其博客中认为，这是为网站建立可验证身份的重要一步。另外，微软的愿景是一个与用户的浏览体验紧密结合、由扩展验证SSL证书为骨干的互联网身份系统。
更严格的证书加之浏览器的发展可以帮助打击在网上威胁数十亿美元零售业界的钓鱼式攻击。
2011年11月，CA/浏览器论坛通过“公开可信证书颁发和管理的基线要求”1.0版本。
2013年2月，新的工业组织证书颁发机构安全理事会（CASC）成立，其使命包括促进CA/浏览器论坛的标准。成员必须遵守CA/浏览器论坛的标准。该组织的创始成员包括七家最大的证书颁发机构：科摩多集团（Comodo）、赛门铁克、趨勢科技、DigiCert、Entrust、GlobalSign和GoDaddy。